# Инкин, Денис Анатольевич
Денис Инкин (7 января 1978, Новосибирск, СССР) — российский боксёр-профессионал, выступавший во 2-й средней весовой категории. Чемпион мира во 2-м среднем весе по версии WBO в 2008 году.

## 2001—2007
Дебютировал в июне 2001 года.
В октябре 2006 года Инкин в 7-м раунде нокаутировал Марио Файта.
В мае 2008 года должен был состоятся отборочный бой за титул WBC во 2-м среднем весе между двумя непобеждённым боксёрами — Денисом Инкиным и Карлом Фрочем. Однако Инкин получил травму. Фроч вышел на ринг против другого соперника.
В сентябре 2008 года, Инкин победил по очкам Фульхенсио Суньигу.